# Gabriel Bibiloni
Gabriel Bibiloni i Canyelles (Pòrtol, 1951) és lingüista i professor emèrit de la Universitat de les Illes Balears.
Es va llicenciar en filologia catalana per la Universitat de Barcelona (1974). Va fer una anàlisi sociolingüística de la llengua dels mallorquins com a tesi doctoral publicat el 1983. El 1975 esdevé professor a la Facultat de Filosofia i Lletres de Palma, i d'ençà del 1991 a la Universitat Catalana d'Estiu de Prada.
És autor de nombrosos treballs de sociolingüística, normativització lingüística i toponímia. De 1999 a 2001 era director del Servei Lingüístic de la Universitat de les Illes Balears (UIB), l'entitat assessora per a toponímia i lingüística reconeguda pel govern de les Illes Balears. Ha estat assessor de l'Ajuntament de Palma per a la normalització del nomenclàtor viari de la ciutat, i membre de diversos consells i comissions relacionats amb l'ús lingüístic. Ha pertangut al Consell Assessor de la Gramàtica Catalana de l'Institut d'Estudis Catalans i a l'equip redactor de la Gramàtica del Català Contemporani. També ha col·laborat al Larousse Català.
En el camp de recerca, ha orientat l'interès cap a la teoria i la planificació de l'estàndard (l'establiment de la normativa), les interferències lingüístiques i l'anàlisi de la situació sociològica del català, treballant en enquestes sociolingüístiques.
Producte de la seva activitat divulgadora, el seu blog personal és un dels espais de referència a la blogosfera catalana. Proposà públicament, i n'és un dels principals defensors, l'ús de la grafia blog, usada al conjunt de les llengües de l'entorn del català, per al neologisme que el Termcat va recollir com a bloc, tot creant una polèmica en el domini bloguista.